# Долго Брдо (Љубљана)
Долго Брдо (словен. Dolgo Brdo) је насељено место у саставу градске општине Љубљана, Средњесловенска регија, Словенија.

## Историја
До територијалне реорганизације у Словенији било је у саставу града Љубљане, односно старе општине Мосте-Поље.

## Територијална организација и припадност насеља
| Долго Брдо     | Долго Брдо                                  | Долго Брдо                                                             | Долго Брдо                               |
| Пописна година | Држава/Крунска земља                        | Политички округ (округ, округ) / Судски округ (округ, округ) / општина | Насеља и делови насеља (број становника) |
| -------------- | ------------------------------------------- | ---------------------------------------------------------------------- | ---------------------------------------- |
| 1869           | Аустроугарска, Аустријско царство / Крањска | Литија / Литија / Требељево                                            | Није посебно наведено                    |
| 1880           | Аустроугарска, Аустријско царство / Крањска | Литија / Литија / Требељево                                            | Wolaule / Волавље: Долгобрдо (47)        |
| 1890           | Аустроугарска, Аустријско царство / Крањска | Литија / Литија / Требељево                                            | Волавље: Долго Брдо (72)                 |
| 1900           | Аустроугарска, Аустријско царство / Крањска | Литија / Литија / Требељево                                            | Wolaule / Волавље: Долго Брдо (70)       |
| 1910           | Аустроугарска, Аустријско царство / Крањска | Литија / Литија / Требељево                                            | Wolaule / Волавље: Долго Брдо (56)       |
| Долго Брдо     |                                             |                                                                        |                                          |
| Пописна година | Држава/Округ, Бановина                      | Жупанија (округ, округ) / општина                                      | Насеља и делови насеља (број становника) |
| 1921           | Краљевина СХС                               |                                                                        |                                          |
| 1931           | Краљевина Југославија / Бановина Драва      |                                                                        |                                          |
| Долго Брдо     |                                             |                                                                        |                                          |
| Пописна година | Држава / Република                          | Жупанија (округ, округ) / општина                                      | Насеља и делови насеља (број становника) |
| 1948           | ФНРЈ / НР Словенија                         | Љубљана–околина / МНО Јанчје                                           | Долго Брдо (57)                          |
| 1953           | ФНРЈ / НР Словенија                         | Љубљана / Прежгање                                                     | Долго Брдо (64)                          |
| 1961           | ФНРЈ / НР Словенија                         | Љубљана / Мосте–Поље                                                   | Долго Брдо (64)                          |
| 1971           | СФРЈ / СР Словенија                         | Град Љубљана / Мосте–Поље                                              | Долго Брдо (57)                          |
| 1981           | СФРЈ / СР Словенија                         | Град Љубљана / Мосте–Поље                                              | Долго Брдо (50)                          |
| 1991           | СФРЈ / СР Словенија                         | Град Љубљана / Мосте–Поље                                              | Долго Брдо (59)                          |
| Долго Брдо     |                                             |                                                                        |                                          |
| Пописна година | Држава                                      | општина                                                                | Насеља и делови насеља (број становника) |
| 2002           | Словенија                                   | Градска општина Љубљана / округ Шостро                                 | Долго Брдо (58)                          |
| 2011           | Словенија                                   | Градска општина Љубљана / округ Шостро                                 | Долго Брдо (63)                          |
| 2021           | Словенија                                   | Градска општина Љубљана / округ Шостро                                 | Долго Брдо (49)                          |

Напомена: МНО је скраћеница за Месни народни одбор.

## Становништво
На попису становништва из 2021. године, Долго Брдо је имало 49 становника.
| Број становника према пописима | Број становника према пописима | Број становника према пописима | Број становника према пописима | Број становника према пописима | Број становника према пописима | Број становника према пописима | Број становника према пописима | Број становника према пописима | Број становника према пописима | Број становника према пописима | Број становника према пописима | Број становника према пописима | Број становника према пописима | Број становника према пописима | Број становника према пописима |
| ------------------------------ | ------------------------------ | ------------------------------ | ------------------------------ | ------------------------------ | ------------------------------ | ------------------------------ | ------------------------------ | ------------------------------ | ------------------------------ | ------------------------------ | ------------------------------ | ------------------------------ | ------------------------------ | ------------------------------ | ------------------------------ |
| 1869                           | 1880                           | 1890                           | 1900                           | 1910                           | 1921                           | 1931                           | 1948                           | 1953                           | 1961                           | 1971                           | 1981                           | 1991                           | 2002                           | 2011                           | 2021                           |
| -                              | 47                             | 72                             | 70                             | 56                             | -                              | -                              | 57                             | 64                             | 64                             | 57                             | 50                             | 59                             | 58                             | 63                             | 49                             |

Напомена: Од 1869. до 1910. године исказивано као део насеља Волавље. Године 1869. није посебно наведено, а подаци су садржани у насељу Волавље. Године 1880. исказивано под именом Долгобрдо.

### Етнички, језички и верски састав

#### Аустроугарска

##### Језички и верски састав
| Година пописа | укупно | Словеначки |
| ------------- | ------ | ---------- |
| 1869          | н/п    | н/п        |
| 1880          | 47     | 47 (100%)  |
| 1890          | 72     | 72 (100%)  |
| 1900          | 70     | 70 (100%)  |
| 1910          | 56     | 56 (100%)  |

| Година пописа | укупно | Римокатолици |
| ------------- | ------ | ------------ |
| 1869          | н/п    | н/п          |
| 1880          | 47     | 47 (100%)    |
| 1890          | 72     | 72 (100%)    |
| 1900          | 70     | 70 (100%)    |
| 1910          | 56     | 56 (100%)    |

Напомена: Ознака н/п значи да нема података или да информација није наведена.

#### ФНР/СФР Југославија

##### Национални састав
| Долго Брдо                    | Долго Брдо                    | Долго Брдо                    |
| ----------------------------- | ----------------------------- | ----------------------------- |
| 1961                          | 1971                          | 1981                          |
| укупно: 64 Словенци 64 (100%) | укупно: 57 Словенци 64 (100%) | укупно: 50 Словенци 50 (100%) |

## Галерија
- панорама
- пејзаж